# Eisbombe

Kaiser-Wilhelm-Eisbombe (Illustration um 1900 von Georg Ritzer, Maler aus München)

Eine Eisbombe ist eine Eisspeise mit einer Hülle aus Speiseeis und einer speziellen, aromatisierten Füllung. Eisbomben haben eine typische, halbkugelige Form und sind oft – ähnlich wie Torten – aufwendig dekoriert.
Eisbomben sind auch als Handelsware erhältlich, bestehen dann allerdings nur aus Schichten verschiedener, industriell hergestellter Eissorten.

## Herstellung
Zur Herstellung wird eine Eisbombenform oder runde Schüssel stark gekühlt, mindestens zentimeterdick mit Speiseeis ausgekleidet und wieder gefroren. Für die Eisbombenmasse wird zuerst Eidotter mit Läuterzucker bei schwacher Hitze schaumig geschlagen, kaltgeschlagen, je nach Rezept mit Fruchtpüree, Schokolade, Likör oder anderem aromatisiert und mit Schlagsahne vollendet. Zum Schluss wird die Masse in die Form gefüllt und alles gründlich durchgefroren.

## Klassik
Klassische Rezepte sind z. B.:
- Eisbombe Aiglon: Erdbeereis, Füllung mit Chartreuse
- Eisbombe Almeria: Vanilleeis mit Anisette, Füllung mit Granatapfelpüree
- Eisbombe Bismarck: Vanilleeis mit Maraschino und gehackten Mandeln, Füllung mit Aprikosenpüree
- Eisbombe Fanchonnette: Orangeneis, Füllung mit Krokant
- Eisbombe Gismonda: Nusseis, Füllung mit Rosinen und Anisette
- Eisbombe Marinette: Vanilleeis, Füllung mit Erdbeerpüree
- Eisbombe Nesselrode: Vanilleeis, Füllung mit glasierten Maronen
- Eisbombe Otéro: Aprikoseneis, Füllung mit schwarzen Johannisbeeren
- Eisbombe Vanderbilt: Orangeneis, Füllung mit Kirschwasser, Walderdbeeren und Grand Marnier
- Eisbombe Zamora: Mokkaeis, Füllung mit Curaçao

## Cassata

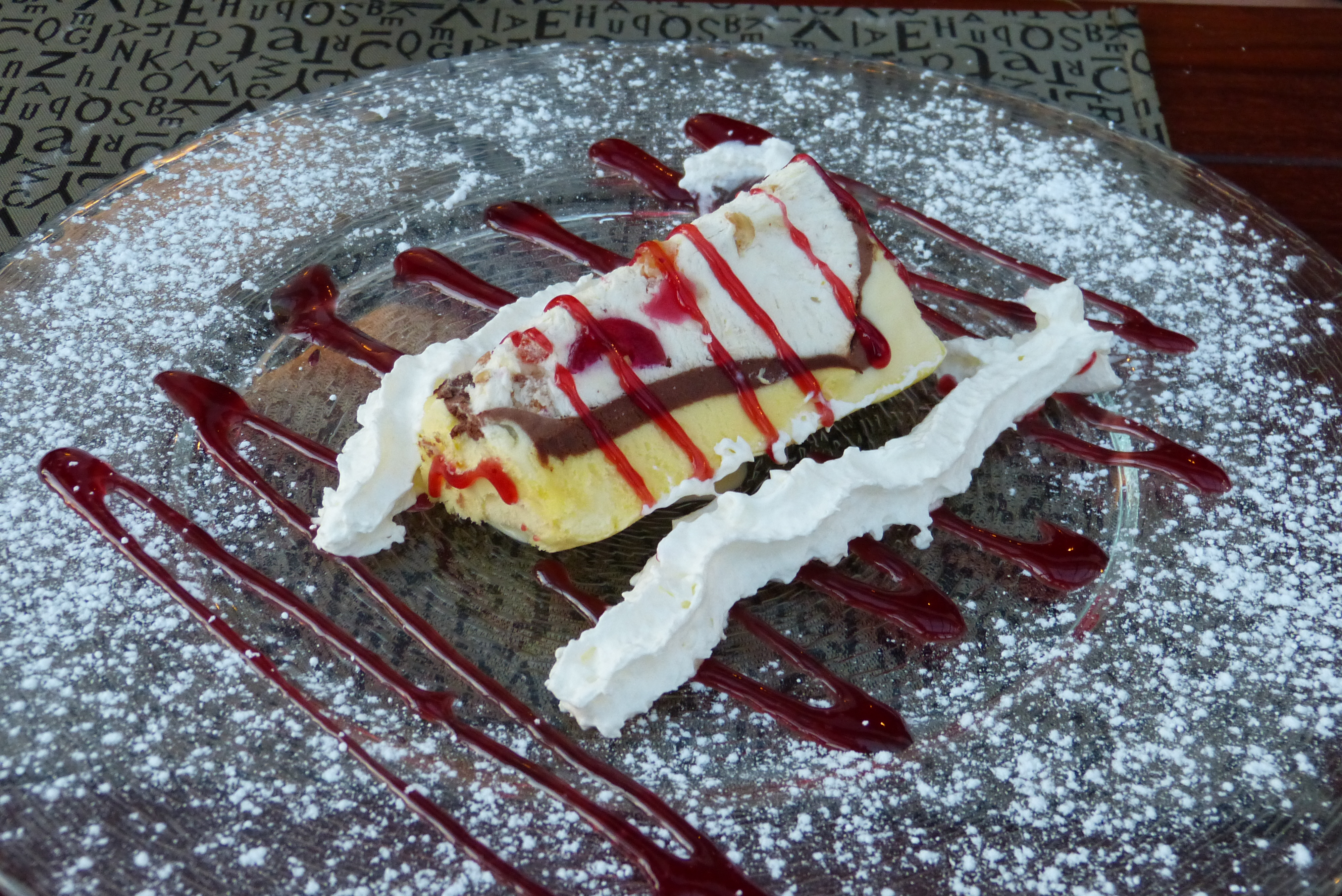
Stück einer Cassata-Eisbombe

Die berühmte Cassata ist im Original keine Eisbombe, sondern eine Torte aus Ricotta, kandierten Früchten und Biskuit, die gekühlt serviert wird. Die (gleichnamige) Eisbombe Cassata besteht hingegen aus Vanille- und Schokoladeneis sowie einem Parfait mit kandierten Früchten. In Italien und in der Schweiz ist die (ebenfalls gleichnamige) Speiseeis-Spezialität „Cassata“  verbreitet, die geschichtetes Eis sowie kandierte Früchte enthält.